# Žavška Gora
Žavška Gora (nemško Salzenberg) je naselje v Občini Grebinj v Okraju Velikovec na Koroškem v Avstriji.